# 丛罗峪镇
丛罗峪镇，是中华人民共和国山西省吕梁市临县下辖的一个乡镇级行政单位。

## 行政区划
丛罗峪镇下辖以下地区：
天洪村、下冯家山村、马家山村、郭家山村、芦则沟村、杨家山村、郭家塔村、丛罗峪村、堡则峪村、小王家塔村、瓦窑塔村、刘家山村、大王家塔村、柏岭集村、店墕村、麻塔村、杨家坡村、大王家庄村、南塔村、页岭上村和上冯家山村。